# Rhypagla phlomidis
Rhypagla phlomidis är en fjärilsart som beskrevs av Achille Guenée 1852. Rhypagla phlomidis ingår i släktet Rhypagla och familjen nattflyn. Inga underarter finns listade.